# Stipa blakei
Stipa blakei är en gräsart som beskrevs av Vickery, S.W.L.Jacobs och Joy Everett. Stipa blakei ingår i släktet fjädergrässläktet, och familjen gräs. Inga underarter finns listade i Catalogue of Life.